# Межаре (станция)
Ме́жаре (латыш. Mežāre) — железнодорожная станция на линии Крустпилс — Резекне II. Находится в посёлке Межаре на территории Межарской волости Крустпилсского края в Латгалии, Латвия. Станция открыта в 1925 г..